# Tirosinase
A tirosinase, também conhecida por monofenol monoxigenase, é uma enzima contendo cobre (metaloenzima) que catalisa a oxidação de fenóis, quer em animais, quer em plantas. Um dos produtos da acção desta enzima é a melanina.
Tirosinase em pescados:É responsável por realizar o escurecimento enzimático, isto ocorre porque a Tirosina encontrada no trato digestivo , principalmente no fígado,na presença da enzima tirosinase e de oxigênio , gera a melanina.Dentre os principais fatores que favorecem a formação de melanização estão temperatura,oxigênio,ph entre 6,7 e 8,0 e também traumatismo.
Medidas preventivas para evitar este processo são retirada do cefalotórax, resfriamento e aditivos como Bissulfito de sódio.
nota da bibliografia: caderno de Medicina Veterinária matéria TPOA1(tecnologia de pescados) da faculdade Unipli-Anhanguera 